# 埃斯庫克市

埃斯庫克市（西班牙語：Municipio Escuque），是委內瑞拉的一個市，位於該國西部特魯希略州，首府設於埃斯庫克，面積198平方公里，海拔高度1,000米，2011年人口5,331，人口密度每平方公里55.65人。